# CSAM
CSAM is een systeem van identiteits- en toegangsbeheer binnen het e-government en in het Europees eIDAS-kader. Het systeem werd opgezet door de Belgische federale regering. Het systeem laat identificatie, authenticatie, autorisatie en beheer van de mandaten toe. 
CSAM is een samenwerking tussen het RSZ, directoraat-generaal Digitale Transformatie, FOD Financiën, de Kruispuntbank, FOD Economie, KMO, Middenstand en Energie en FOD Binnenlandse Zaken. De eerste afspraken werden in 2011 gemaakt, het duurde tot 2013 tot het systeem actief was.
Inloggen via CSAM kan via een beveiligingscode via een authentificatie-app, e-ID of via de itsme-app. Inloggen via token, een beveiligingscode via e-mail is ook mogelijk maar wordt door het lagere veiligheidsniveau afgeraden. 

## Gebruikers
Tax-on-web (MyMinfin), MyPension, Student@work, Police on web, en het Vlaamse Omgevingsloket behoren tot de meest bekende gebruikers. In 2014 waren er gemiddeld 700.000 aanmeldingen per week. Tweede derde daarvan logde in via e-ID, 20% via een token.

## Beveiligingsniveau
Er zijn 3 authenticatieniveaus die een beveiligingsniveau ('LOA') vertegenwoordigen dat parallel loopt met een kwaliteit van persoonsidentificatieniveau (IAL):
- Hoog: eID en itsme, enkel te activeren via een middel afgeleid van een authentieke bron (Rijksregister van Burgers en Bewoners)
- Substantieel: e-mail, beveiligde Android/IOS-smartphone-app en sms plus commerciële certificaten en token, voor substantiële niveaus die kunnen worden geactiveerd via geverifieerde maar niet-authentieke methoden
- Laag: Login/Wachtwoord (beperkt gebruik), dit is het lage niveau, vaak alleen gebruikt om de basis van een identiteit te leggen

Commerciële certificaten en tokens worden stopgezet vanaf 31 januari 2024.

## Gebruik van CSAM
Dit zijn de belangrijkste toepassingen van het authenticatieportaal:
- Identificatie
- Authenticatie
- Autorisatie
- Rolbeheer (via RMA)[3]

## Internationaal
Via CSAM kan men zich aanmelden in of vanuit Duitsland, Estland, Luxemburg, Italië, Kroatië, Letland, Litouwen, Nederland, Portugal, Slowakije, Spanje, en Tsjechië.